# 전주 승암사 소장 불서
전주 승암사 소장 불서(全州 僧岩寺 所藏 佛書)는 대한민국 전북특별자치도 전주시 승암사에 있는 책이다. 2006년 6월 16일 전라북도의 유형문화재 제209호로 지정되었다.

## 분류
승암사는 신라 헌강왕 때 도선(道詵)이 창건한 고찰로 조선시대에는 대표적인 불서 간행 사찰이었다. 근세에는 해안, 만응 대종사들이 주석하면서 한벽선원, 승암강원 등을 개설하여 이 지역 불교계의 학풍을 크게 진작시켰다. 이곳에 소장되어 있는 《묘법연화경》 등 3권의 불서는 부처가 세상에 나타난 근본의 뜻을 밝힌 경전으로, 1443년에 효령대군 등 많은 왕실의 종친들이 세종대왕의 장수와 태종대왕의 극락왕생을 빌기 위하여 간행하였다. 현존하는 판본이 매우 드물어 자료적 가치가 크다.

## 참고 자료
- 승암사소장불서 - 국가유산청 국가유산포털